# Clepsis celsana
Clepsis celsana es una especie de polilla del género Clepsis, categorizada en la tribu Archipini, de la subfamilia Tortricinae.

## Distribución
Se distribuye por Kazajistán.

## Taxonomía
Fue descrita por Kennel en 1919 y publicada en (Cacoecia), Mitt. mnch. ent. Ges. 8: 52.